# Lacus Doloris
El Lacus Doloris (en llatí "Llac del Dolor") és un petit mar lunar localitzat a la regió Terra Nivium. Les coordenades selenogràfiques del seu centre són 17.1° Nord, i 9.0° Est. El seu diàmetre envolupant és d'uns 110 km.

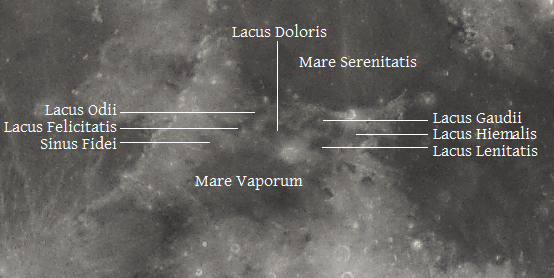
Localització del Lacus Doloris entre la Mare Serenitatis (al nord) i la Mare Vaporum (al sud)

## Cràters en i al voltant del llac
- Bowen
- Manilius - al sud

## Denominació
El nom del llac va ser adoptat per la Unió Astronòmica Internacional en 1976.